# آکادمی ملی هنرهای نمایشی الکساندر زلوروویچ در ورشو

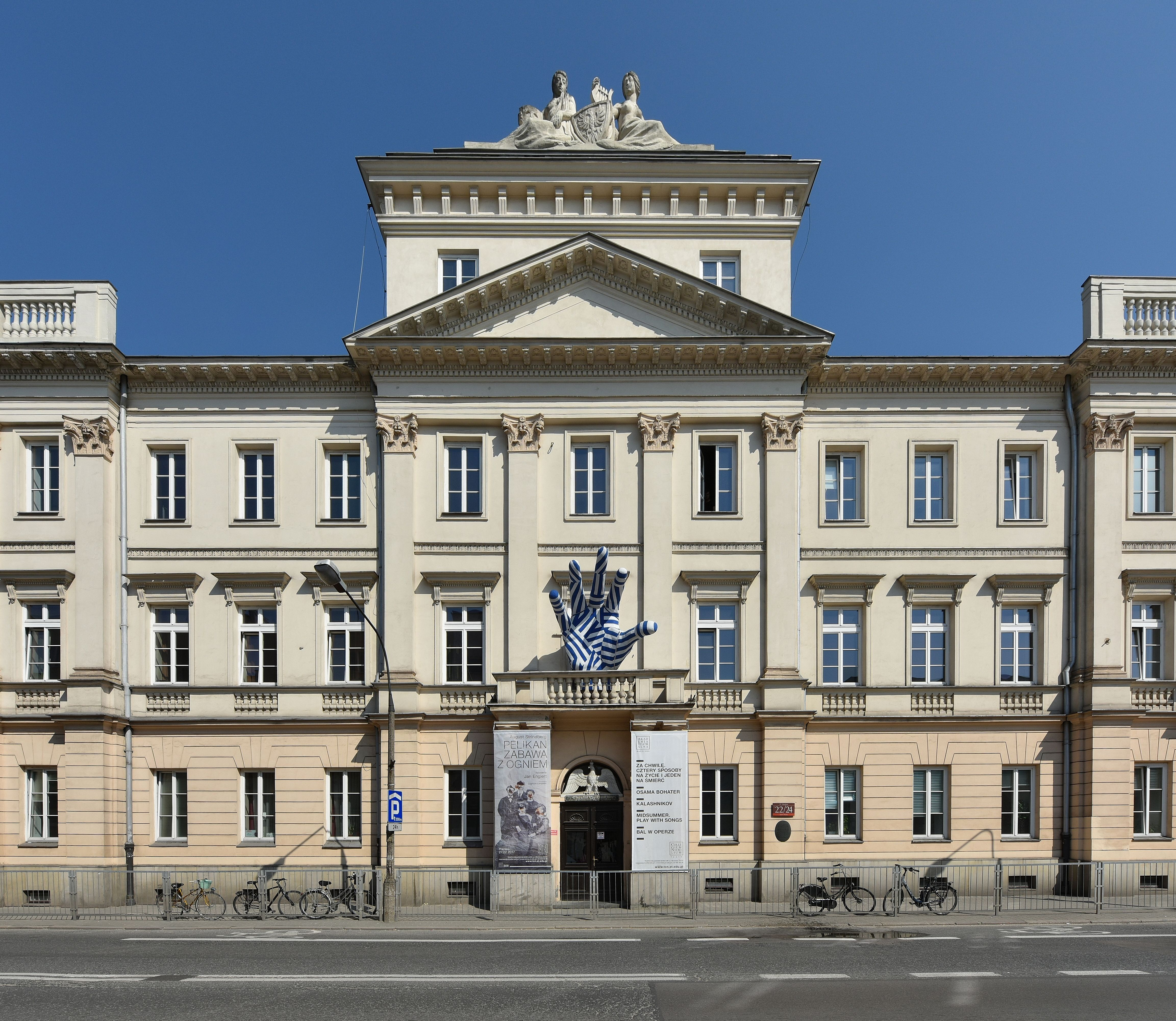
آکادمی ملی هنرهای نمایشی الکساندر زلوروویچ در ورشو، شمارهٔ ۲۲/۲۴ خیابان ویودووا در ورشو

آکادمی ملی هنرهای نمایشی الکساندر زلوروویچ در ورشو (لهستانی: Akademia Teatralna im. Aleksandra Zelwerowicza) یک مؤسسهٔ آموزشی همگانی در شهر ورشو لهستان است. تمرکز و تخصص این مرکز آموزشی در زمینه هنرهای نمایشی و تئاتر است. ساختمان مرکزی این آکادمی، بنایی متعلق به قرن هجدهم میلادی است که در آن دوران نیز به آموزش متوسطه اختصاص داشت و توسط راهبان مسیحی اداره می‌شد.
این آکادمی هنر در سال ۱۹۴۶ در شهر ووچ و با نام اولیهٔ «مدرسه عالی ملی تئاتر» (لهستانی: Państwowa Wyższa Szkoła Teatralna) بنیان نهاده شد و در سال ۱۹۴۹ به ورشو منتقل شد. نام فعلی این آکادمی در سال ۱۹۹۶ تغییر داده شد و از سال ۱۹۶۲ یک مؤسسهٔ آموزش عالی محسوب می‌شود.

## برخی از رؤسای مؤسسه
- یان کرچمار (۱۹۴۹ تا ۱۹۶۷)
- تادئوش اومنیتسکی (۱۹۷۰ تا ۱۹۸۱)
- آندژی واپیتسکی (۱۹۸۱ تا ۱۹۸۷ و همچنین ۱۹۹۳ تا ۱۹۹۶)
- یان انگلرت (۱۹۸۷ تا ۱۹۹۳ و همچنین ۱۹۹۶ تا ۲۰۰۲)
- آندژی استژلتسکی (۲۰۰۸ تا ۲۰۱۶)

## برخی از مدرسان سرشناس
- الکساندر باردینی
- استانیسواوا ویسوتسکا
- یان کرچمار
- استفان یاراچ
- مایا کوموروفسکا
- آندژی واپیتسکی
- زوفیا مروزوفسکا
- لودویک سمپولینسکی
- هانکا بیه‌لیتسکا
- اینیاسی گوگولفسکی
- زبیگنیف زاپاشیه‌ویچ
- یان انگلرت
- تادئوش اومنیتسکی
- گوستاف هولوبک
- زگمونت هیبنر
- آنا سنوک

## دانش‌آموختگان مشهور
- پیوتر آدامچیک
- میخاو بایور
- یوآنا بروژیک
- آگاتا بوزک
- استانیسواوا تسلینسکا
- آندژی خیرا
- ماتئوش دامینتسکی
- بوژنا دیکل
- یان انگلرت
- آدام فرنتسه
- کاتاژینا فیگورا
- پیوتر فرونچوسکی
- کریستیانا یاندا
- یانوش یوزفوویچ
- کشیشتف کلبرگر
- مارک کندرات
- ماوگوژاتا کوژوخوفسکا
- امیلیا کراکوفسکا
- آگاتا کولشا
- تادئوش اومنیتسکی
- دانیل اولبریخسکی
- یان ماخولسکی
- یوآنا پاتسوا
- فرانچیشک پیه‌چکا
- آندژی سورین
- ماوگوژاتا سخا
- بوریس شیتس
- رومان ویلخلمی
- میخاو ژبروفسکی
- آرتور ژمیفسکی
- مارتا ژمودا تژبیاتوفسکا
- زبیگنیف زاپاشیه‌ویچ
- اوتار سارالیدزه